# 無政府状態
無政府状態（むせいふじょうたい、英: anarchy）は、国家などの社会集団において支配や統制が無い状態。この用語は当初は指導者不在の意味で使用されたが、1840年にピエール・ジョゼフ・プルードンが新しい政治思想であるアナキズム（無政府主義）の用語としても使用した。

## 用語
英: anarchy の語源は古代ギリシア語の「ἀναρχία」であり、「支配する者のない」を意味する。この語は、無秩序な無政府状態との否定的な意味でも、既成の権威を否定して調和的社会結合を目指すという積極的な意味でも使用されている。無秩序の意味から転じて、イベントにおける乱れた状況，芸術表現，人の性格といった政治以外のアンダーグラウンドな文脈においても用いられる。
哲学においては、トマス・ホッブズの著書『リヴァイアサン』で語られた自然状態を意味することが多く、カオスや社会的無秩序（「ホッブズ的自然状態」）と同義的に語られることも多い。ホッブスの定義によれば、無政府状態とは政府の不在だけでなく、統治の不在も意味する。また社会学者のフランシス・デュピュイ＝デリは、カオスを「無政府状態の退化形態」と表現している。彼は、無秩序のもとでの「万人の支配」と、カオスのもとでの「無人の支配」を対比している。
アナーキーはこの概念により、肯定的な意味でも否定的な意味でも使われ、それぞれ強制のない自由な社会、あるいはカオスの状態を表している。

## 定義
概念としてのアナーキーは、一般的に何を排除するかによって定義される。語源的には、アナーキーは "αναρχία "に由来し、"αν"（"an"）は "なく"、"αρχία"（"arkia"）は "支配者 "を意味する。したがって、アナーキーとは基本的に支配者の不在によって定義される。

アナーキーはまた、トマス・ホッブズが描いた自然状態を反映し、カオスや社会的無秩序と同義に定義されることも多い。この定義によれば、アナーキーとは政府の不在だけでなく、統治の不在をも意味する。アナーキーとカオスの結びつきは通常、政府がなければ統治手段も存在せず、したがって無秩序はアナーキーの避けられない結果であることを前提としている。社会学者のフランシス・デュピュイ＝デリは、カオスを「無政府状態の退化形態」と表現している。彼は、無秩序のもとでの「万人の支配」と、カオスのもとでの「無人の支配」を対比している。
アナーキーはその概念以来、肯定的な意味でも否定的な意味でも使われ、それぞれ強制のない自由な社会、あるいはカオスの状態を表している。

## 無政府状態
無政府状態は、革命、内戦、戦争などによって既存の行政機関が崩壊し、新たな行政機関が樹立されない場合に生じることが多い（現在の日本領内で起きた事例としては、八重山自治会が挙げられる）。権力による統治を含む公共サービスの必要性から、政府（あるいは政府に相当する機関）が存在しない健全な国家など有り得ず、真に無政府状態の国となれば国際的には失敗国家として扱われる。何らかの理由で政府が廃止された場合、万人の万人に対する闘争が起き国内が無秩序になるため、市民自らが政府に成り代わって国内を統治して秩序を保つ必要があるが、無政府状態を目指す無政府主義はこの点で自己矛盾を孕んでいる。
旧行政機関の支配地域全体にわたって無政府状態が生じることもあれば、行政機関の支配が及ばない一部の地域のみが無政府状態となることもある。地震など大災害によって行政機関が一時的に壊滅状態に至った際に、局地的に無政府状態に陥る事もある（例：ハイチ大地震）。
歴史的に有名な無政府状態の例としては17世紀のイングランド内戦時のイングランド、フランス革命時のフランス、1930年代のスペイン内戦時のスペイン、1991年頃以降のソマリア（ソマリア内戦）等があげられる。
17世紀-18世紀の市民革命期には、政治体の発展過程を理論付けるために、人間の自然状態についての考察が盛んに行われた。トマス・ホッブズは『リヴァイアサン』において人間の自然状態を「万人の万人に対する闘争」であると説いた。これはあくまでも理論的な考察に過ぎないが、政府がない状態においては社会秩序が保たれないという意味で人間の自然状態を無政府状態と位置付けるものであるといえる。

### 分類
哲学者のイマヌエル・カントは統治状態を4つに分類した。
1. 武力無き法と自由：無政府状態
2. 自由なき法と武力：専制
3. 自由と法なき武力：野蛮
4. 自由と法のある武力：共和制

### 人類学との関係
経済学者のピーター・リーソン（Peter Leeson）は、18世紀の海賊、先住部族、カリフォルニアの監獄ギャングなどを観察した上で、無政府状況下で発展したさまざまな私的な法執行制度を研究した。それによりこれらの集団はすべて、彼らの特定のニーズと無政府状態の特殊性を満たすために、異なる法を適応させた。